# 张金涛
张金涛（1964年9月11日—），原名鲁金涛，男，汉族，江西贵溪人，中华人民共和国道教人物，中國道教協會副會長，江西省道教協會會長，龍虎山道教協會會長，嗣漢天師府、正一觀、大上清宮、兜率宮主持，江西省鷹潭市政協副主席。第十、十一、十二、十三届全国人大江西地区代表。

## 生平
張金濤生於1964年9月11日，父親魯陽戈，母亲张稻香是六十三代张天师张恩溥的次女，毕业于中共中央党校函授学院政法专业（大學學歷）。
2003年，担任第十屆全国人大代表。2008年，担任第十一屆全国人大代表。2013年，担任第十二屆全国人大代表。

## 簡歷
1983年至1985年，在北京市中國道教學院學習。
1987年，任龍虎山嗣漢天師府主持。
2003年，當選為第十屆全國人民代表大會代表。
2003年1月至2009年2月，任鷹潭市月湖區政協副主席
2005年6月，任中國道教協會副會長。
2005年7月至2012年5月，任龍虎山風景名勝區管委會副主任。
2007年，任江西省道教協會會長。
2008年，當選為第十一屆全國人民代表大會代表。
2007年3月至2012年5月，任鷹潭市人大外僑民宗工委主任。
2011年9月，任鷹潭市政協副主席。
2013年，當選為第十二屆全國人民代表大會代表。